# Крекінг-установка у Таррагоні (Repsol)
Крекінг-установка у Таррагоні (Repsol) — складова частина майданчику нафтохімічного спрямування компанії Repsol, розташованого на північному сході Іспанії в регіоні Каталонія.
В 1977-му ввели в експлуатацію установку парового крекінгу, здатну продукувати 300 тисяч тонн етилену та 200 тисяч тонн пропілену на рік. В 1979-му її доповнили ще одним піролізним виробництвом, проте вже невдовзі, у 1982-му, установка № 2 була продана концерну Dow Chemical. Втім, унаслідок подальших модернізацій станом на середину 2010-х на майданчику Repsol могли продукувати вже 702 тисяч тонн етилену.
Зазначений олефін спрямовується на лінію поліетилену високої щільності потужністю 140 тисяч тонн на рік. Крім того, спільне з Dow Chemical підприємство TDESA може продукувати 150 тисяч тонн поліетилену низької щільності. В 2000 році Repsolстворила виробництво стирену з початковим показником 340 тисяч тонн на рік, який в подальшому збільшили до 450 тисяч тонн.
Іншими споживачами етилену можуть або могли бути:
- завод мономеру вінілхлориду в Таррагоні, що спершу належав компанії Aiscondel, а в подальшому опинився під контролем хімічного концерну Ercros (станом на початок 2020-х цей майданчик можви випускати 200 тисяч тонн мономеру на рік);
- завод мономеру вінілхлориду в Мартурелі (компанія Viniclor, 270 тисяч тонн), до якого олефін постачається через етиленопровід Таррагона — Мартурель;
- завод компанії Quimicas del Oxido de Etileno (IQOXE), який продукує 140 тисяч тонн оксиду етилену (оксирану) та 106 тисяч тонн моноетиленгліколю (на виробництво останнього споживається більше половини зазначеного перед тим оксирану). Можливо відзначити, що первісно майданчик IQOXE мав власну установку парового крекінгу, проте доволі швидко вивів її з експлуатації.
Також можливо відзначити, що до початку 2000-х в Таррагоні діяв належний іншій компанії завод етиналю, вихідною сировиною для якого був етилен.
Крім етилену, на майданчику Repsol в Таррагоні наразі можуть продукувати 290 тисяч тонн пропілену та 120 тисяч тонн бутадієну. Пропілен призначений для лінії поліпропілену потужністю 390 тисяч тонн на рік, а також виробництва оксиду пропілену (200 тисяч тонн),пропіленгліколю (55 тисяч тонн) та поліолей (140 тисяч тонн).
Як сировину установка використовувала газовий бензин, що надходив з нафтопереробного заводу в Картахені. Після того, як внаслідок «сланцевої революції» у США на ринку з'явився великий ресурс зріджених вуглеводневих газів, установку Repsol в Таррагоні модернізували з метою залучення до піролізу пропану.